# Alligator
 (septembre 2014).
Si vous disposez d'ouvrages ou d'articles de référence ou si vous connaissez des sites web de qualité traitant du thème abordé ici, merci de compléter l'article en donnant les références utiles à sa vérifiabilité et en les liant à la section « Notes et références ».
Pour les articles homonymes, voir Alligator (homonymie).
Cet article possède des paronymes, voir Walygator et Wally Gator.
Genre
Les alligators forment un genre de crocodiliens de la famille des Alligatoridae. Ce terme constitue à la fois un nom vernaculaire et un nom scientifique.

## Étymologie
Le mot alligator est emprunté à l’anglais, lui-même issu d’une déformation de l'espagnol el lagarto, littéralement « le lézard », selon le nom donné par les conquistadors espagnols à ce reptile qui leur était jusqu’alors inconnu.

## Liste des espèces
Selon The Reptile Database (15 juil. 2011) :
- Alligator mississippiensis (Daudin, 1802) — Alligator d'Amérique
- Alligator sinensis Fauvel, 1879 — Alligator de Chine

Espèces fossiles :
- †Alligator prenasalis (Loomis1, 1904) - datant de l'Oligocène et trouvé dans le Dakota du Sud.

## Description
Les alligators d'Amérique et de Chine sont caractérisés par un museau plus large que celui des crocodiles. Ils ont également tendance à être de couleur plus sombre, souvent presque noire, mais la couleur dépend beaucoup de l'eau. Les eaux chargées en algues produisent des alligators verts ; les alligators venant d'eaux contenant beaucoup d'acide tannique en provenance des arbres qui les surplombent sont souvent plus sombres (mais l'alligator de Chine présente un dessin assez clair). De plus, chez les alligators, seules les dents supérieures sont visibles quand ils ferment les mâchoires, au contraire des crocodiles, dont on peut voir les dents supérieures et inférieures. Toutefois, de nombreux individus présentent des difformités dans les mâchoires, ce qui complique ce moyen d'identification.
L'alligator d'Amérique atteint un poids 360 kg et une longueur de 4 m. Les pattes arrière ont 4 doigts tandis que celles de devant en ont 5.
Selon le site web du parc national des Everglades, le plus grand alligator jamais répertorié en Floride mesurait 5,3 m de long, bien que, selon le site web de la Florida Fish and Wildlife Conservation Commission (en), le record de longueur pour l'État de Floride revienne à un mâle de 4,39 m (14 pieds 5/8 pouces) du lac Monroe dans le comté de Seminole. En Floride, le record de poids est de 473,05 kg (1.043 livres) dans le Lac Orange du comté d'Alachua. Le plus gros alligator jamais enregistré dans l'Alabama pesait près de 450 kg et mesurait un peu plus de 4,5 m de long. Le record absolu mesuré est de 5,8 m et a été trouvé sur la Grosse-Île-du-Vermillion en Louisiane. Peu de spécimens géants ont été pesés, mais les plus grands pourraient avoir dépassé une tonne. L'alligator chinois, plus petit, dépasse rarement 2 m de longueur.
La durée de vie habituelle d'un alligator est estimée à environ 50 ans ou plus. Un spécimen nommé Muja qui vit au zoo de Belgrade en Serbie depuis 1937, a au moins 80 ans. Un autre spécimen, Čabulītis, mort en 2007 au zoo de Riga en Lettonie avait dépassé 72 ans.

### Alligator Albinos

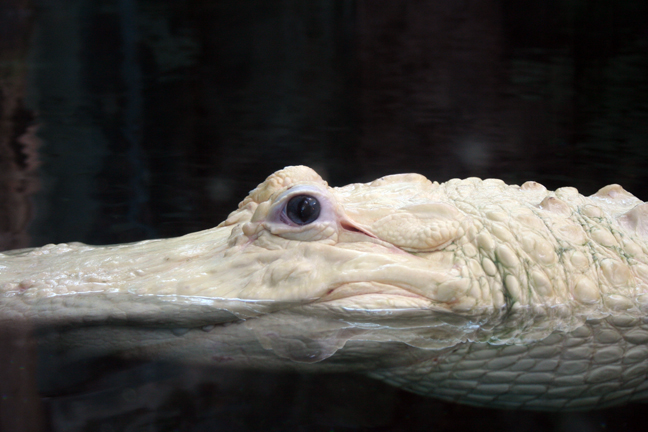
Alligator d'Amérique
leucique à l'Aquarium of the Americas (il se distingue ici des individus albinos par ses yeux bleus).

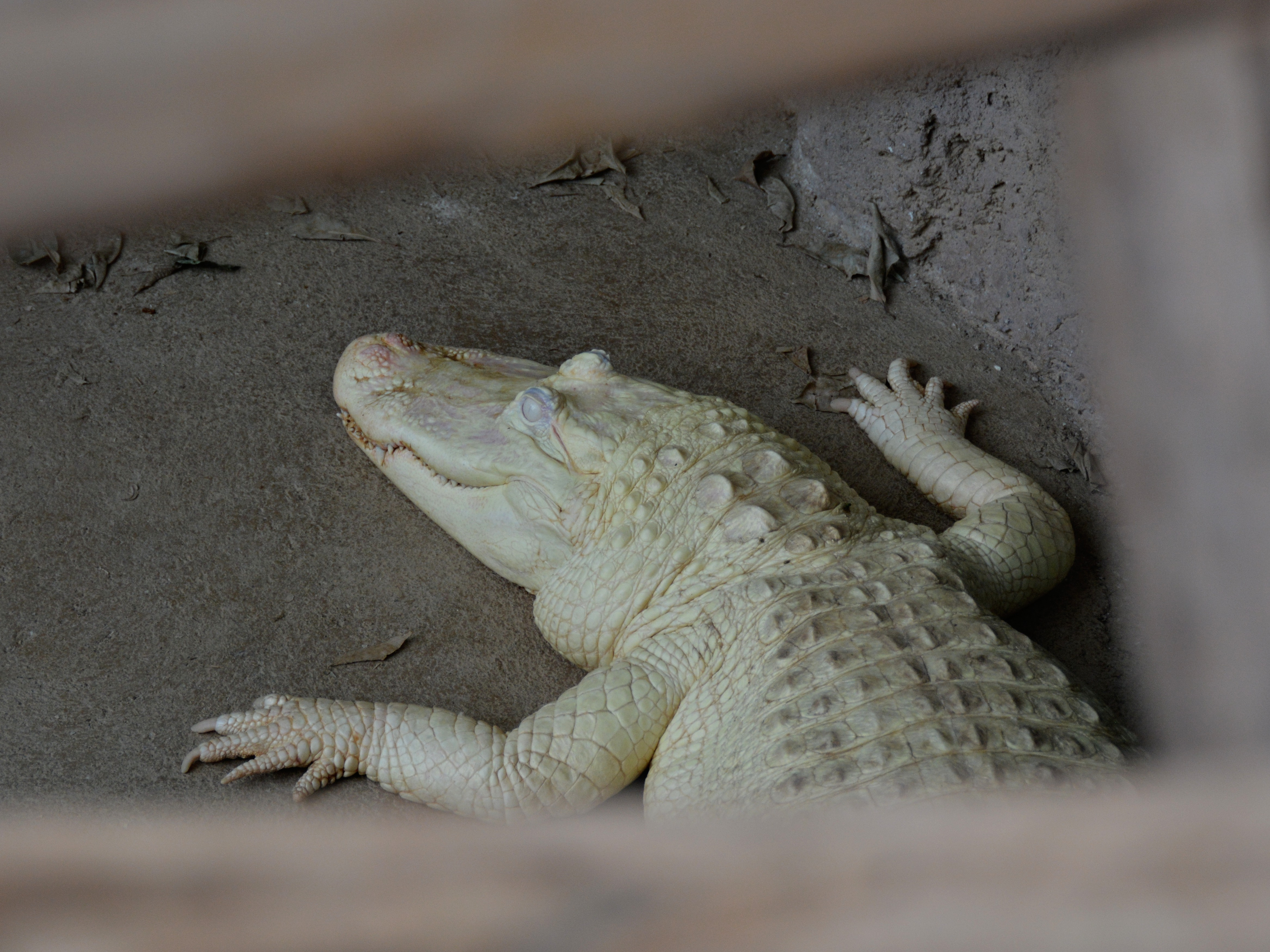
Alligator albinos

Un alligator blanc ou albinos est un alligator atteint de leucisme ou d'albinisme en raison d'une mutation génétique. C'est un animal rare (moins d'un sur un million) et incapable de survivre dans le milieu naturel.
L'animal est albinos uniquement si ses deux parents sont porteurs des gènes responsables de l'albinisme. La conséquence de cette transmission est que leur présence en captivité est due au croisement du premier alligator albinos avec ses parents, puis ses enfants, afin de pérenniser la souche, notamment chez Shawn Heflick. Cette consanguinité, très décriée, affaiblit la résistance des animaux pour un but lucratif.
La peau est très pâle en raison de l'absence de mélanine dans les mélanocytes. L'iris est de couleur bleu à gris, le reflet tirant sur le rouge.
Leur espérance de vie en milieu naturel est limitée à 24 heures : en effet, le soleil provoque de graves brûlures ; de plus, leur mauvaise vue et la dépigmentation de leur peau en font des proies faciles
.

## Répartition
Les alligators ne sont indigènes que dans trois pays : les États-Unis, le Mexique et la Chine.
Les alligators américains se trouvent dans le sud-est subtropical : la totalité de la Floride et de la Louisiane (entre un et deux millions d'individus dans chaque État), les parties méridionales de la Géorgie, de l'Alabama et du Mississippi; les régions côtières de la Caroline du Sud et de la Caroline du Nord, le sud-est du Texas et l'extrême Sud-Est de l'Oklahoma et de l'Arkansas. Cette espèce est aussi présente dans l'extrême nord-est nord du Mexique (État du Tamaulipas).
Les alligators américains vivent dans des environnements d'eau douce, comme les étangs, les marais, les marécages, les rivières et les lacs, ainsi que dans les milieux saumâtres. La Floride du Sud est le seul endroit où coexistent alligators et crocodiles.
L'alligator chinois se trouve uniquement dans la vallée du fleuve Yangzi Jiang et il est extrêmement menacé ; on pense qu'il n'y en a plus que quelques douzaines à vivre à l'état sauvage. De fait, on peut trouver bien plus d'alligators chinois dans des zoos à travers le monde que dans la nature. Par exemple, le Rockefeller Wildlife Refuge dans le sud de la Louisiane en a plusieurs en captivité pour essayer de préserver l'espèce.

## Comportement
Les grands alligators mâles sont des animaux solitaires et territoriaux. Les alligators plus petits se trouvent souvent en grand nombre tout près les uns des autres. Les plus gros de l'espèce (mâles et femelles), défendent leur territoire proche ; les petits montrent une tolérance plus grande à l'égard des autres alligators d'une taille voisine de la leur.
Bien que les alligators aient un corps pesant et des métabolismes lents, ils sont capables de courtes pointes de vitesse, en particulier pour une attaque rapide. Leurs proies favorites sont les petits animaux qu'ils peuvent tuer et avaler d'une seule bouchée ; ils peuvent cependant tuer des proies plus grandes, en les attrapant et en les tirant dans l'eau pour qu'elles se noient. Les alligators consomment de la nourriture qui ne peut être mangée en une seule bouchée en la laissant pourrir ou bien en la mordant et en l'agitant sauvagement jusqu'à en arracher des morceaux.
Dans une mâchoire d'alligator, la plupart des muscles sont faits pour mordre les proies et les agripper. Les muscles qui referment les mâchoires sont d'une puissance exceptionnelle, mais ceux qui les ouvrent sont en comparaison relativement faibles. C'est ainsi qu’un homme adulte peut à mains nues tenir un alligator la mâchoire fermée. En général, une bande de ruban adhésif suffit pour empêcher un adulte d'ouvrir ses mâchoires. C'est une des méthodes les plus couramment utilisées quand des alligators doivent être capturés et transportés, ou quand, pour toute autre raison, on doit les empêcher de mordre.
Les alligators sont généralement craintifs devant les humains et ont tendance à s'en aller ou à se jeter à l'eau, si l'on s'approche. Cette attitude conduit malheureusement certaines personnes à s'approcher des alligators et de leurs nids d'une façon qui peut inciter ces animaux à attaquer. Dans plusieurs endroits il existe des lois fédérales qui interdisent de nourrir les alligators là où ils se trouvent, ce qui ne veut pas dire que tout le monde respecte l'interdiction. Quand ils sont nourris, en effet, les alligators finissent par perdre leur crainte devant l'homme et ils peuvent donc décider de s'approcher des habitations humaines plutôt que de s'éloigner.
Animal amphibie, l'alligator passe de très longs séjours dans l'eau, soit qu'il chasse à l'affut, soit tout simplement qu'il dorme. Il peut rester totalement immergé environ une heure. Puis, tout en chauffant le dessus de son crâne au soleil, il se dissimule habilement dans l'eau. Son immobilité, son aspect, le font passer pour un bois flottant.

## Régime alimentaire
Jeunes, ils mangent des poissons, des insectes, des escargots, des grenouilles et des crustacés. À mesure qu'ils grandissent, ils prennent des proies de plus en plus importantes, y compris des poissons plus gros comme des lépisostéidés ; ils mangent aussi des tortues, divers mammifères, des oiseaux, des antilopes et d'autres reptiles. Leurs estomacs contiennent souvent des gastrolithes. Poussés par la faim ils consomment jusqu'à des charognes. Les alligators adultes peuvent prendre de grands sangliers et des cerfs et sont bien connus pour tuer et manger des alligators plus petits. Dans certains cas, on a rapporté que de grands alligators s'en sont pris à l'ours et à la panthère de Floride, ce qui fait d'eux des super-prédateurs dans toute la distribution. Comme les humains empiètent sur leur habitat, les attaques contre l'homme, si elles sont rares, ne sont pas impossibles. À la différence des grands crocodiles, les alligators ne considèrent pas automatiquement un humain comme une proie, mais ils peuvent toujours attaquer pour se défendre s'ils se sentent en danger.

## Attaques sur l'homme
Les attaques mortelles dues à des alligators sont peu nombreuses. Il n'y avait eu, aux États-Unis, que neuf attaques meurtrières entre 1970 et 2000, mais onze personnes ont été tuées par des alligators en cinq ans seulement, entre 2001 et 2006.
C'est que, si les alligators ont tendance à se méfier de l'homme, un excès de confiance conduit au contraire certaines personnes à pénétrer dans le territoire des animaux, ce qui provoque l'agression.
De 1948 à 2011, aux États-Unis, 224 personnes ont été mordues par des alligators, ce qui a entraîné 22 décès
Très souvent, la mort n'est pas causée par la morsure elle-même, mais par des infections dues aux bactéries qu'héberge la gueule de l'alligator.

## Reproduction

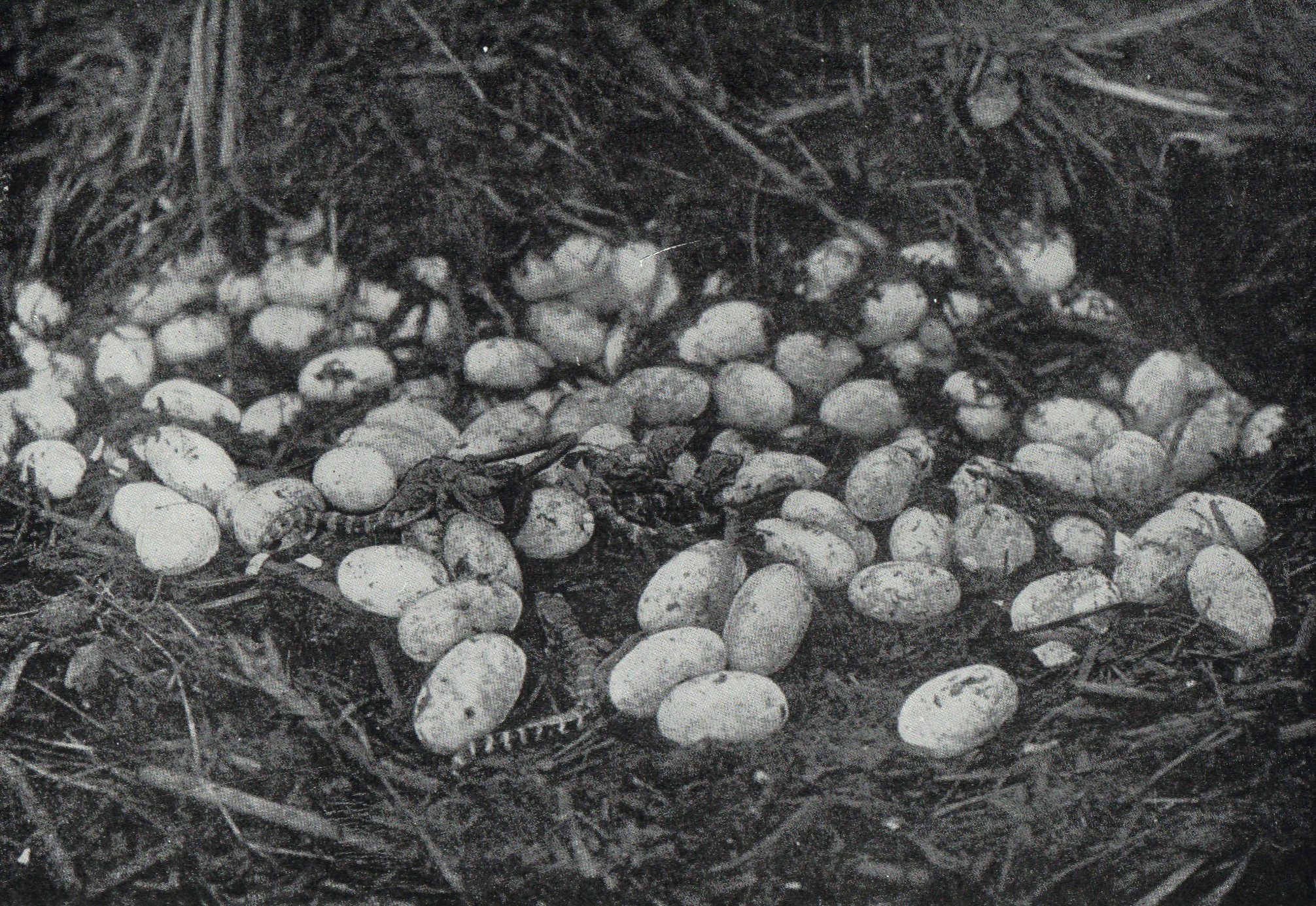
Œufs d'alligators et jeunes.

À leur maturité les alligators atteignent généralement une longueur de 1,80 m. L'accouplement se fait au printemps. La femelle construit un nid de végétation dont la décomposition fournit la chaleur nécessaire à l'incubation des œufs.
Le sexe de la descendance dépend de la température dans le nid et se détermine dans les 7 à 21 jours qui suivent le début de l'incubation. À des températures de 30 °C ou moins celle-ci produit une ponte de femelles ; à 34 °C ou plus il n'y a que des mâles. Les nids établis sur les levées de terre sont plus chauds que ceux qui sont construits dans l'humidité des marais, et donc les premiers ont tendance à produire des mâles et les seconds des femelles. Le ratio sexuel normal à l'éclosion est de cinq femelles pour un mâle, les premières pesant beaucoup plus que les seconds.
La mère défend le nid contre les prédateurs et aide les nouveau-nés dans l'eau. Elle assure une protection aux jeunes pendant près d'un an s'ils restent à proximité. La plus grande menace pour les jeunes sont les alligators adultes dont la prédation peut causer un taux de mortalité atteignant jusqu'à cinquante pour cent la première année. Dans le passé, immédiatement après l'autorisation de la chasse aux alligators, le chiffre des populations rebondissait rapidement du fait qu'il y avait moins d'adultes à s'attaquer aux jeunes, ce qui accroissait les chances de survie de ces derniers.

## Élevage
L'élevage des alligators est en pleine expansion en Floride, au Texas et en Louisiane. À eux trois ces États produisent annuellement un total de quelque 45 000 peaux d'alligator. Cette peau, utilisée en maroquinerie, atteint des prix élevés et peut pour une longueur de 1,8  à   2 m se vendre à 300 $ pièce, même si les cours peuvent varier considérablement d'une année à l'autre. Le marché de la viande d'alligator est en plein essor et on en produit chaque année environ 140 tonnes. Selon le Département d'Agriculture de Floride, la viande d'alligator crue contient environ 1000 joules (240 kcalories) pour 100 g, dont 32 provenant de matières grasses.

## Différences entre alligators et crocodiles

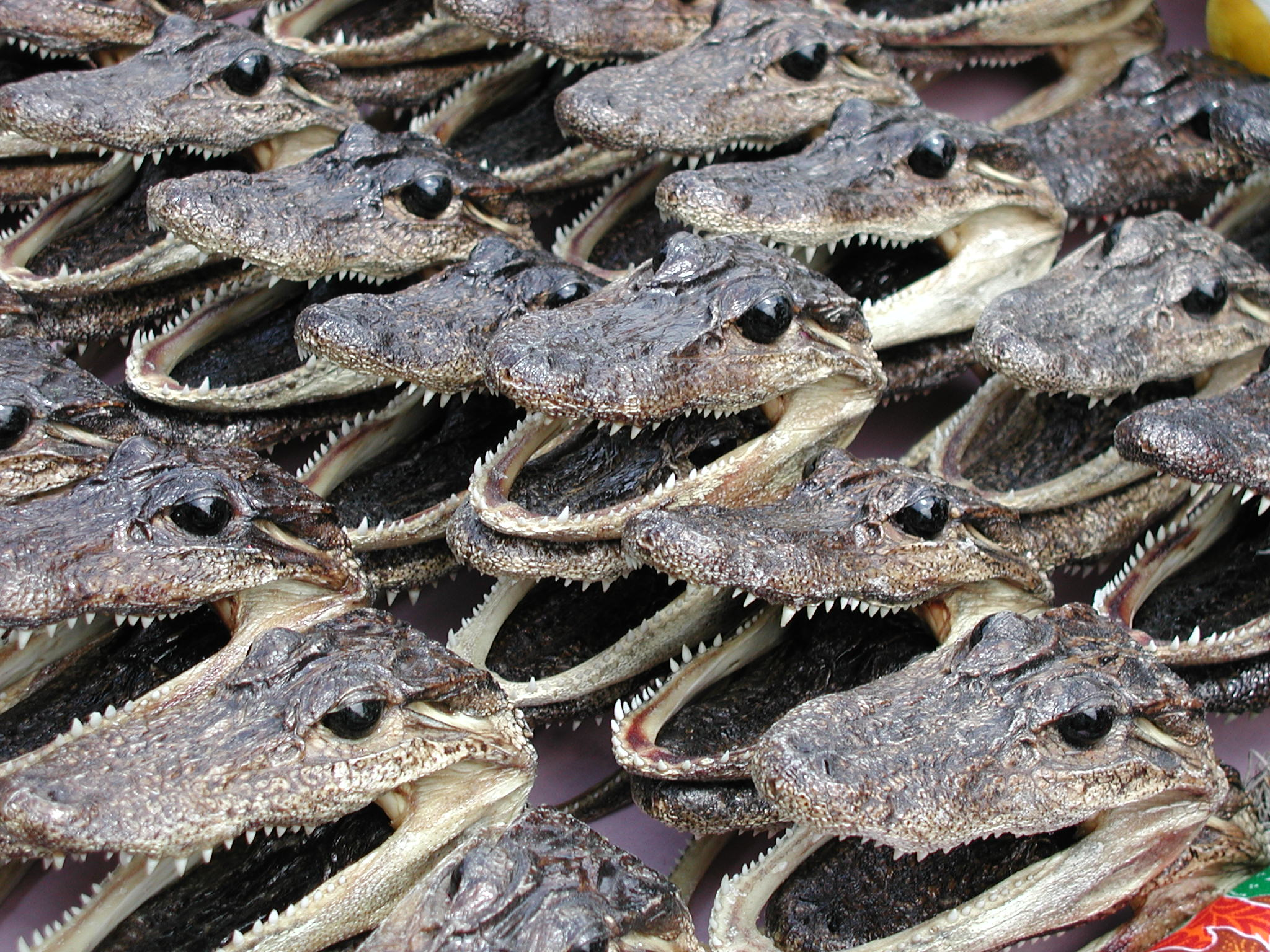
Têtes d'Alligator d'Amérique

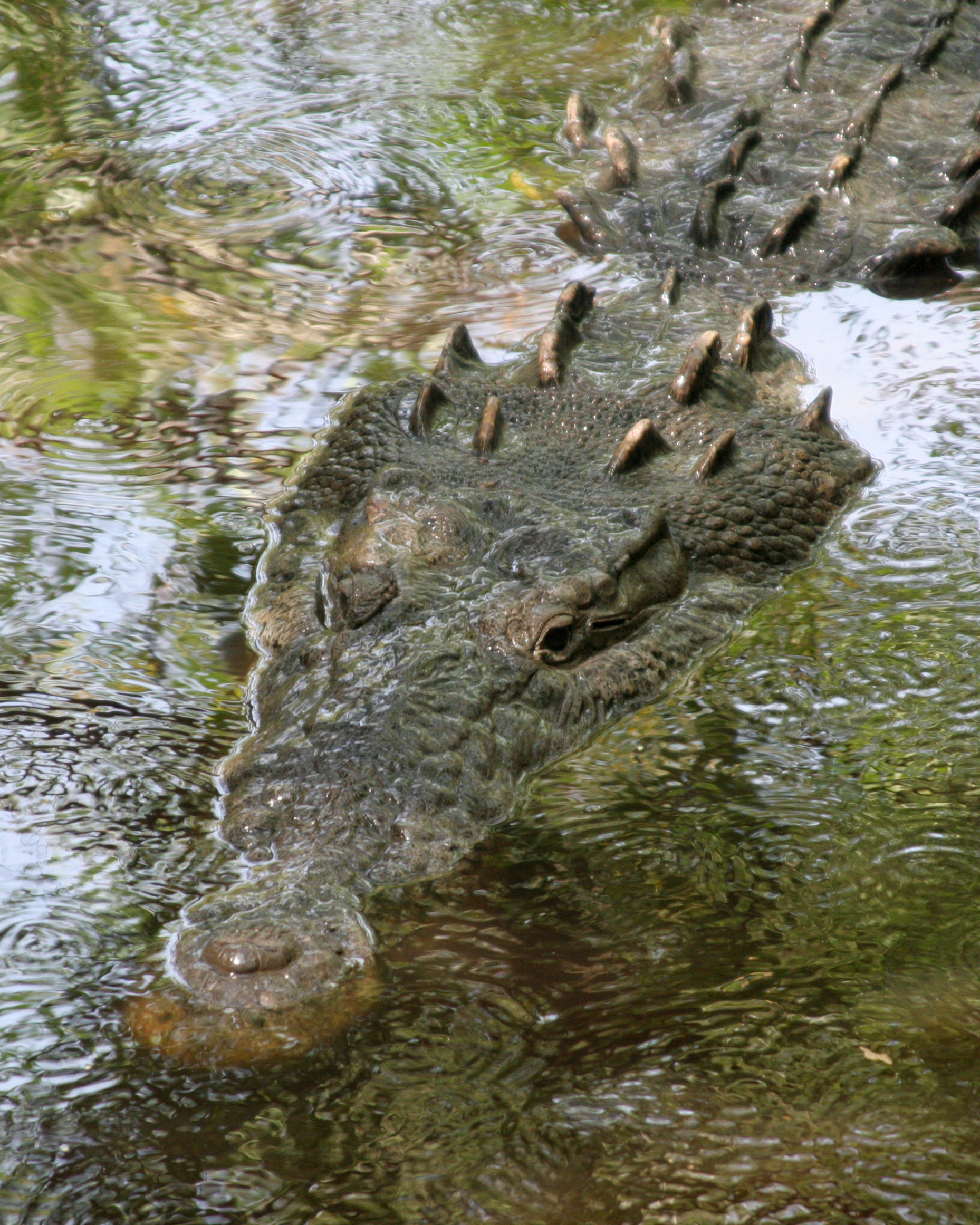
Tête de crocodile

Quoique les alligators soient souvent confondus avec les crocodiles, ils appartiennent à deux familles taxonomiques bien distinctes.
Les alligators diffèrent des crocodiles surtout par leur tête plus large et plus courte, et leur museau plus obtus, leurs dents ne ressortent pas lorsqu'ils ferment leur gueule ; ils ne possèdent pas la bordure irrégulière que l'on voit sur les pattes et les pieds arrière du crocodile, et les palmes entre les orteils des pattes arrière ne dépassent pas la moitié des intervalles ; supportant mal la salinité ils préfèrent nettement l'eau douce, tandis que les crocodiles peuvent tolérer l'eau salée, possédant des glandes spécialisées dans la filtration du sel.
En général, les crocodiles présentent plus de danger pour les hommes que les alligators. [réf. souhaitée]
Quant à leur aspect, une règle généralement fiable est que les alligators ont une tête en forme de U, tandis que les crocodiles l'ont en forme de V. Les crocodiles ont un museau plus étroit, avec des yeux plus en avant. Les crocodiles ont plutôt des yeux verts et les alligators des yeux bruns.
Une autre distinction peut être faite d'après les mâchoires. Celles des crocodiles, beaucoup plus étroites, servent à déchirer les proies et à bien les tenir. En revanche, celles des alligators sont faites pour broyer les os, et elles peuvent développer une contrainte de morsure de plus 2 000 newton/centimètre2, bien que certaines grandes espèces de crocodiles peuvent en fait mordre avec une contrainte de près de 3500 newton/centimètre²[réf. nécessaire].
Les crocodiles sont plus grands que les alligators et les caïmans

## Différences entre alligators etcaïmans
Les caïmans (terme qui désigne les genres Caiman, Melanosuchus et Paleosuchus) vivent en Amérique centrale et en Amérique du Sud, et diffèrent par l'absence d'un septum osseux entre les narines.

## Recherche médicale
Le sang des alligators contient des protéines antimicrobiennes. Le système immunitaire de ces reptiles contient des globules blancs « tueurs » qui peuvent combattre sélectivement les microorganismes comme les champignons, virus et bactéries sans avoir auparavant été en contact avec eux.
Les protéines extraites de ces globules blancs se sont révélées efficaces contre une grande variété de bactéries dont le fameux Staphylocoque doré ainsi que contre six souches sur huit de Candida albicans.
Les scientifiques pensent avoir isolé au moins quatre protéines particulièrement prometteuses dont ils espèrent tirer, d’ici une petite dizaine d’années, des médicaments classés dans une nouvelle famille : celle des « alligacines ». Ils envisagent notamment la mise sur le marché de crèmes antibiotiques pouvant être utilisées sur les plaies ulcérantes des diabétiques ou sur le derme des grands brûlés.